# Bretnig-Hauswalde
Bretnig-Hauswalde – osiedle miasta Großröhrsdorf w Niemczech, w kraju związkowym Saksonia, w powiecie Budziszyn. Do 31 grudnia 2016 jako gmina wchodziła w skład wspólnoty administracyjnej Großröhrsdorf. Do 29 lutego 2012 w okręgu administracyjnym Drezno.